# Castle-Bruce
Castle-Bruce est une ville de la Dominique, située dans la paroisse de Saint-David.

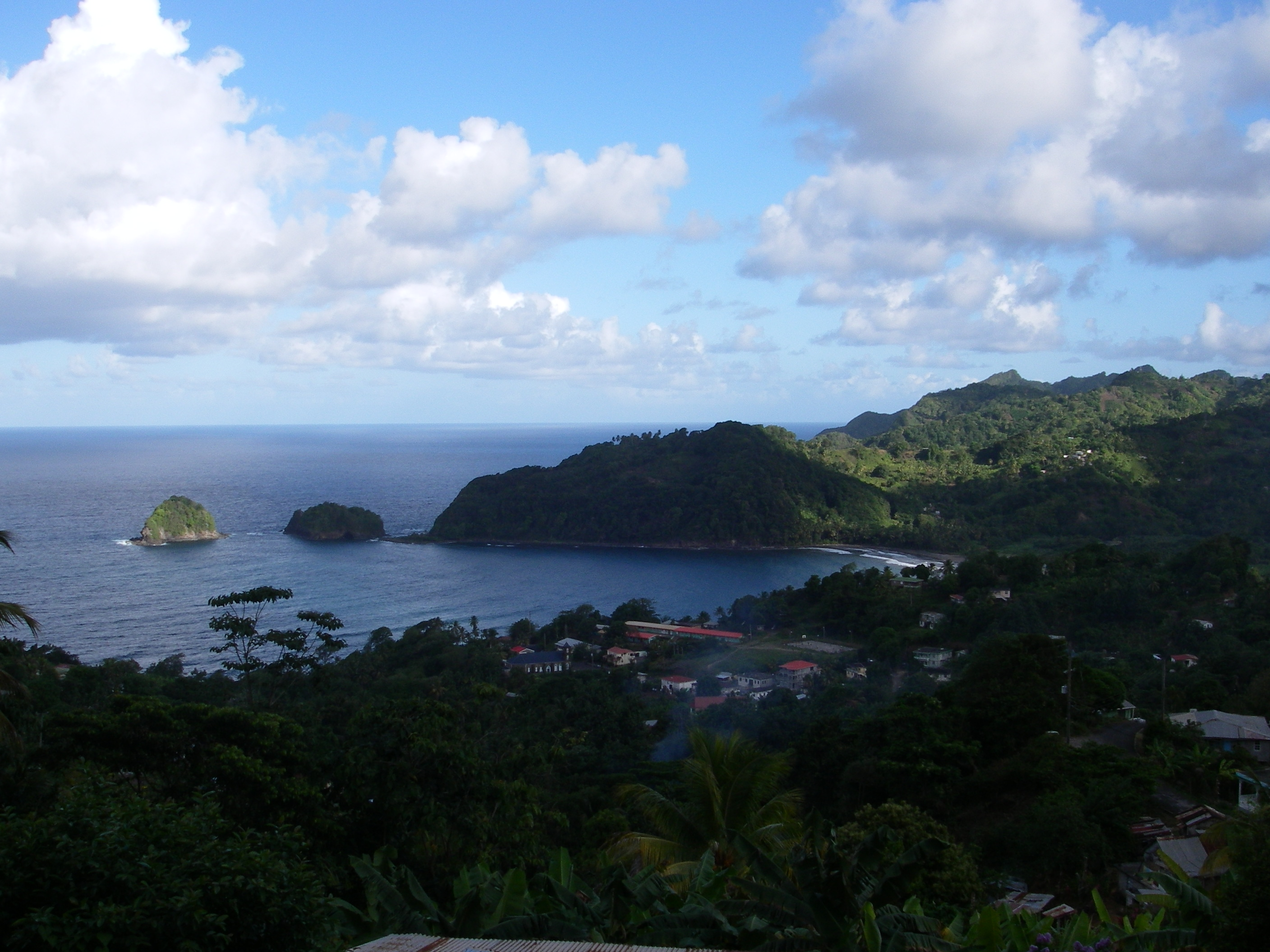
Castle Bruce